# Parasitalces
Parasitalces är ett släkte av insekter. Parasitalces ingår i familjen gräshoppor.
Kladogram enligt Catalogue of Life:
| Parasitalces | \| \| Parasitalces sexnotata \| \| \| \| \| \| Parasitalces vulneratus \| \| \| \| |
|              | \| \| Parasitalces sexnotata \| \| \| \| \| \| Parasitalces vulneratus \| \| \| \| |
|              | Parasitalces sexnotata                                                             |
|              |                                                                                    |
|              | Parasitalces vulneratus                                                            |
|              |                                                                                    |